# Акший (Карагандинская область)
Акший (каз. Ақши, до 1996 г. — Кежек) — село в Актогайском районе Карагандинской области Казахстана. Административный центр и единственный населённый пункт аульного округа Кежек. Код КАТО — 353643100.

## Население
В 1999 году население села составляло 460 человек (244 мужчины и 216 женщин). По данным переписи 2009 года, в селе проживало 330 человек (176 мужчин и 154 женщины).